# Aristelliger praesignis
Aristelliger praesignis — вид геконоподібних ящірок родини Sphaerodactylidae. Мешкає на Карибах.

## Опис
Aristelliger praesignis є одними з найбільших неотропічних геконів, їх довжина (без врахування хвоста) становить 9,6 см, довжина хвоста становить 13 см. Верхня частина тіла коричнева, поцяткована більш темними плямами і білими плямками. Нижня частина тіла білувата.

## Поширення і екологія
Aristelliger praesignis мешкають на Ямайці, переважно в прибережних районах, на сусідніх островах Боге, Морант-Кіс і Педро-Кіс, а також на Кайманових островах, зокрема на Великому і Малому Каймані, на острові Кайман-Брак та на острівці Оуен. Вони живуть в лісових масивах, в заростях фікусів, під корою гнилих дерев, трапляються в садах і поблизу людських поселень. Зустрічаються на висоті до 650 м над рівнем моря. Живляться переважно комахами, відкладають яйця.